# Eclipsa de Soare din 12 august 2026
Eclipsa de Soare din 12 august 2026 va fi o eclipsă totală.
Va fi cea de-a 16-a eclipsă totală din secolul al XXI-lea, dar cea de-a 19-a trecere a umbrei Lunii peste Pământ în acest secol (celelalte 3 fiind eclipse hibride).

## Vizibilitatea eclipsei

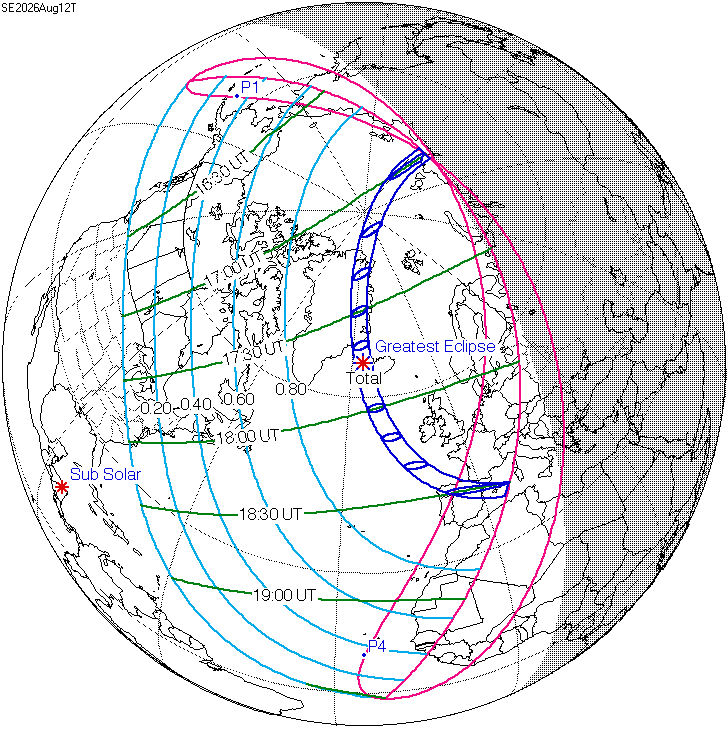
Harta eclipsei generale

Parcursul eclipsei pe Pământ.

Traseul eclipsei va începe pe coasta de nord a Siberiei (peninsula Taimîr, Marea Laptev), urmând inițial o direcție de la sud la nord. După o lungă buclă prin Oceanul Arctic, trecând pe lângă Polul Nord la doar câteva zeci de kilometri distanță (unde Soarele va fi ascuns în proporție de 98,6%), direcția sa se va inversa spre sud, trecând prin nord-estul Groenlandei, virând treptat spre est pentru a atinge maximul în largul coastei nord-vestice a Islandei. Apoi va traversa Atlanticul de Nord pentru a ajunge în nordul Spaniei în cursul serii, terminând la apusul Soarelui în Insulele Baleare.